# WrestleMania VI
WrestleMania VI była szóstą edycją gali pay-per-view z cyklu WrestleMania, która została wyprodukowana przez World Wrestling Federation. Miała miejsce 1 kwietnia 1990 w SkyDome w Toronto w Kanadzie. Była to pierwsza WrestleMania organizowana poza terenami Stanów Zjednoczonych. Na gali pojawiło się 67 678 fanów – była to rekordowa liczba w SkyDome w tamtym czasie.
Pomimo rekordowej liczby osób na widowni, gala jest zapamiętywana za „The Ultimate Challenge” – walką wieczoru był pojedynek pomiędzy Hulkiem Hoganem (WWF World Heavyweight Championem) oraz The Ultimate Warriorem (WWF Intercontinental Championem), gdzie oba tytuły były na szali. 3 lutego 1990, tydzień po tym jak Hogan wyrzucił Warriora w 1990 Royal Rumble matchu, Hogan zażądał „The Ultimate Challenge” do Warriora, wiedząc, że obaj są najsilniejszymi wrestlerami w World Wrestling Federation. 10 lutego, walka została oficjalnie potwierdzona jako walka wieczoru WrestleManii VI przez Prezydenta WWF Jacka Tunney’a. 24 lutego, Tunney ogłosił, że tytuły WWF World Heavyweight Championship i WWF Intercontinental Championship będą na szali po raz pierwszy w historii. Na WrestleManii, Warrior wygrał po raz jedyny World Heavyweight Championship.
Na WrestleManii VI, Brutus Beefcake stał się pierwszą osobą, która wygrała walkę przypinając Mr. Perfecta w telewizyjnej walce, kończąc jego bycie niepokonanym od debiutu w 1988. Hennig był już pokonywany w walkach na house show przed WrestleManią, lecz komentatorzy o tym nie wspominali, nie psując jego „perfekcyjnego rekordu”.

## Produkcja
Przed rozpoczęciem gali, Robert Goulet zaśpiewał wersję hymnu O Canada.
Była to ostatnia WrestleMania, na której Jesse Ventura zasiadał za stołkiem komentatorskim.

### Celebryci na widowni
WWE Hall of Famer i przyszły posiadacz światowych tytułów WWE Edge i Christian byli na widowni, jak również Lance Storm i Renee Young. Młody Stephen Amell, który później stał się gwiazdą jako Oliver Queen w serialu telewizyjnym Arrow i brał udział w walce na SummerSlam w 2015, również pojawił się na gali. Mary Tyler Moore siedziała w pierwszych rzędach, a w segmencie na backstage'u z The Bolsheviks brał udział Steve Allen. Felietonistka Rona Barrett przeprowadziła wywiad z Miss Elizabeth na gali.

## Wydarzenia po gali
Ponieważ Intercontinental Champion The Ultimate Warrior pokonał Hulka Hogana zdobywając WWF World Heavyweight Championship, Warriorowi zostało odebrane mistrzostwo Interkontynentalne, z powodu zasad, iż wrestler nie może posiadać więcej niż jednego tytułu naraz. Ogłoszono wobec ośmioosobowy turniej, który odbył się na odcinkach Superstars, gdzie Mr. Perfect zwyciężył tytuł pokonując Tito Santanę w finale.
Jako nowy WWF World Heavyweight Champion, The Ultimate Warrior sukcesywnie promowany był jako main eventer, gdzie jego głównym rywalem był "Ravishing" Rick Rude – wrestler, z którym rywalizował w 1989 o Intercontinental Championship. W międzyczasie, Hogan zaczął walczyć kilka razy w Japonii, lecz niedługo potem zaczął rywalizować z ważącym ponad 180 kilogramów Earthquakem, gdzie rywalizacja zaczęła się po ataku Earthquake'a na Hoganie podczas edycji "The Brother Love Show" w maju. Komentatorzy informowali, że kontuzje spowodowane atakiem i przegrana z Warriorem spowodowały osłabienie woli walki, powodujące niemalże odejście na emeryturę, więc fani mieli być zachęceni do zachęcania Hogana do powrotu. Hogan powrócił na SummerSlam i wziął rewanż na Earthquake'u, dominując w walkach w feudzie, który był kontynuowany do początku 1991.
Krótko po utracie WWF Tag Team Championship przez The Colossal Connection na rzecz Demolition, menadżer Bobby "The Brain" Heenan zaczął krzyczeć na André the Gianta w ringu, obwiniając go za porażkę i uderzył go w twarz. André złapał Heenana i go znokautował. Kiedy Haku próbował go zaatakować, André złapał go za nogę i wyrzucił z ringu, przez co André przeszedł faceturn po raz pierwszy od trzech lat. Pomimo podróży po Japonii, była to ostatnia telewizyjna walka André w WWF przez słabnące zdrowie z powodu wrodzonego gigantyzmu. André powrócił do WWF pod koniec 1990 i czasami pojawiał się do 1991; zdrowie André jeszcze bardziej słabło, ostatecznie umarł on 27 stycznia 1993. W międzyczasie, Demolition zaczęło przechodzić powoli heelturn pod koniec wiosny i na początek lata 1990, dodając trzeciego członka do ugrupowania, Crusha. Było to spowodowane tym, że Bill Eadie (który pojawiał się jako Ax) chciał coraz mniej aktywnie pojawiać się we wrestlingu, więc Crush i Smash zaczęli w głównej mierze bronić tytułów.
Było to ostatnie pay-per-view, na którym Jesse Ventura występował jako komentator we World Wrestling Federation. Kontynuował ów rolę na WWF Superstars do sierpnia 1990, po czym opuścił federację.

### Hogan vs. Warrior II
Na gali pay-per-view Halloween Havoc, która miała miejsce 25 października 1998 w rywalizacyjnej promocji dla WWF, World Championship Wrestling (WCW), Hogan raz jeszcze zawalczył z Warriorem, co felietonista WWE Kevin Powers nazwał "fatalnym rewanżem z WrestleManii VI". Hogan pokonał Warriora z pomocą z zewnątrz, dając ostatecznie po jednej wygranej dla obu. Walka została określona jako jedna z najgorszych w historii, a była oczerniona przez krytyków, prezydenta WCW Erica Bischoffa i przeprowadzającego wywiad Gene'a Okerlunda. Bischoff zakwestionował to, że Warrior został zatrudniony by dać Hoganowi szansę na zrewanżowanie się za przegraną na WrestleManii VI.

### Wczesne śmierci
Na stan z sierpnia 2015, 25 lat po gali, 14 uczestników WrestleManii VI (15, licząc Miss Elizabeth) zmarło; wszyscy zmarli przez 64 rokiem życia (prócz Dusty'ego Rhodesa, który zmarł w wieku 69 lat). W porównaniu, tylko jedna z 44 osób biorących udział w Super Bowl XXIV z tego samego roku zmarła, a jest to Ron Holmes z Denver Broncos.

## Recenzje
Gala otrzymała średnio-pozytywne oceny, gdzie recenzenci dobrze odebrali walkę wieczoru pomiędzy Hoganem i Warriorem. John Powell nazwał ją "naprawdę wspaniałą walką, w której obaj dali z siebie wszystko, a w szczególności Warrior". Jednakże, dodał "Ogólnie karta walk z WrestleManii 6 była łagodniejsza od tej z zeszłorocznej WrestleManii, lecz było to lepsze show od WrestleManii 1, 2 i 4". Rob McNew z 411mania nie przyjął entuzjastycznie gali. Dał jej jedynie 4 na 10 punktów, dodając "Show było tak ułożone, że był to jeden wielki długi bałagan i czekało się tylko na walkę pomiędzy Hoganem i Warriorem". Dał walce wieczoru *** i 3/4 gwiazdki. Walka pomiędzy Hoganem i Warriorem została nazwana nagrodzona tytułem "Match of the Year" 1990 przez czytelników Pro Wrestling Illustrated.

## Wyniki walk
| Nr                                                                                    | Wyniki | Stypulacje                                                           | Czas  |
| ------------------------------------------------------------------------------------- | --- | -------------------------------------------------------------------- | ----- |
| 1D                                                                                    | Paul Roma pokonał The Brooklyn Brawlera                                                                                                | Singles match                                                        | –     |
| 2                                                                                     | Rick Martel pokonał Koko B. Ware'a | Singles match                                                        | 03:51 |
| 3                                                                                     | Demolition (Ax i Smash) pokonali The Colossal Connection (André the Gianta i Haku) (c) (w/ Bobby Heenan)                               | Tag team match o WWF Tag Team Championship                           | 09:30 |
| 4                                                                                     | Earthquake (w/ Jimmy Hart) pokonał Herculesa                                                                                           | Singles match                                                        | 04:52 |
| 5                                                                                     | Brutus Beefcake pokonał Mr. Perfecta (w/ The Genius)                                                                                   | Singles match                                                        | 07:48 |
| 6                                                                                     | Roddy Piper vs. Bad News Brown zakończyło się podwójnym wyliczeniem poza-ringowym                                                      | Singles match                                                        | 06:48 |
| 7                                                                                     | The Hart Foundation (Bret Hart i Jim Neidhart) pokonali The Bolsheviks (Nikolai'a Volkoffa i Borisa Zhukova)                           | Tag team match                                                       | 00:19 |
| 8                                                                                     | The Barbarian (w/ Bobby Heenan) pokonał Tito Santanę                                                                                   | Singles match                                                        | 04:33 |
| 9                                                                                     | Dusty Rhodes i Sapphire (w/ Miss Elizabeth) pokonali Randy'ego Savage'a i Queen Sherri                                                 | Mixed tag team match                                                 | 07:52 |
| 10                                                                                    | The Orient Express (Sato i Pat Tanaka) (w/ Mr. Fuji) pokonali The Rockers (Shawna Michaelsa i Marty'ego Jannetty'ego) przez wyliczenie | Tag team match                                                       | 07:38 |
| 11                                                                                    | Jim Duggan pokonał Dino Bravo (w/ Jimmy Hart i Earthquake)                                                                             | Singles match                                                        | 04:15 |
| 12                                                                                    | Ted DiBiase (c) (w/ Virgil) pokonał Jake'a Robertsa przez wyliczenie                                                                   | Singles match o Million Dollar Championship                          | 11:50 |
| 13                                                                                    | Big Boss Man pokonał Akeema (w/ Slick)                                                                                                 | Singles match                                                        | 01:49 |
| 14                                                                                    | Rick Rude (w/ Bobby Heenan) pokonał Jimmy'ego Snukę                                                                                    | Singles match                                                        | 03:59 |
| 15                                                                                    | WWF Intercontinental Champion The Ultimate Warrior pokonał WWF Championa Hulka Hogana                                                  | Singles match o WWF Intercontinental Championship i WWF Championship | 22:51 |
| (c) – mistrz/mistrzyni przed walkąD – walka była dark matchem (nietransmitowana w TV) | |                                                                      |       |